# Novitzky Napoleon László
Novitzky Napoleon László, Noviczky László Napoleon (Pest, 1862. november 3. – Budapest, Józsefváros, 1929. február 22.) nyomdász, magántisztviselő.

## Élete és munkássága
Noviczky László és Szolár Szidónia fia. A középiskola négy osztályát Esztergomban végezte. Előbb kereskedő, majd nyomdásztanonc volt. Miután felszabadult, betűszedőként dolgozott, a Nyomdászok Segélyező Egyesületének anyagi támogatásával bejárta Ausztria, Svájc, Németország és Olaszország egy részét. 1892-től a Magyarországi Könyvnyomdászok és Betűöntők Egyletének ellenőre volt.
1924. január 17-én Budapesten, a Józsefvárosban házasságot kötött az élesdi születésű Turkevi-Nagy Teréziával, Turkevi-Nagy Ferenc és Lajter Lidia lányával.
Költeményei és cikkei a Komáromi Lapokban (1890. 25. sz. Heine, Világ-folyás; ford.); a Nyomdász Évkönyvben (1896. Tanonczokról, főnököknek, 1899. Az ó- és középkori könyvipar, 1900. A régi nyomdászokról, A színharmonia, 1900. A nyomdász papirismerete) jelentek meg.
Szerkesztette a Nyomdász Évkönyv és Utikalauz c. munkákat, melyeket a nyomdászok szakegyesülete adott ki 1898–1900 között Budapesten.